# アンフィマコス (小惑星)
アンフィマコス (5652 Amphimachus) は、木星の先行トロヤ群（ギリシア群）にある小惑星。キャロライン・シューメーカーがパロマー天文台で発見した。
クテアトスとテロニケの息子で、タルピオスと共にエーリスの軍勢を率いてトロイア戦争に参戦し、ヘクトールがテウクロスを狙って投げた槍に当たって死んだアンピマコス（希：Ἀμφίμαχος, 羅：Amphimachos）に因んで名付けられた（トロイア戦争では両陣営にアンピマコスという同名の武将がいたが、彼はギリシア側である）。